# Златоцвет килеватый
Златоцве́т килева́тый (лат. Glebíonis carináta), или хризанте́ма ладьеви́дная (Chrysánthemum carinatum), — вид травянистых растений, относящийся к роду Златоцвет (Glebionis) семейства Сложноцветные (Asteraceae). Нередко выделяется в самостоятельный род Ismelia Cass. как Ismelia carinata.

## Ботаническое описание
Однолетнее растение до 70 см высотой. Стебель простой или в верхней части разветвлённый, прямостоячий. Листья до 10 см длиной, в очертании продолговато-обратнояйцевидные, дважды перисто-раздельные, на черешках, близ основания которых располагаются отставленные от основной части пластинки ушковидные дольки.
Корзинки одиночные или собранные по 2—10 на верхушке стебля, обыкновенно распускающиеся в разное время. Обёртка 1,5—2,8 см в диаметре, голая. Ложноязычковые цветки с белым или красным отгибом, ближе к основанию более тёмные, а в основании — жёлтые, реже — целиком жёлтые, отгиб 1,5—2,5 см длиной. Трубчатые цветки тёмно-красные.
Семянки почти клиновидные, сплюснутые с боков, на верхушке изорванные, 4—4,6 мм длиной, у ложноязычковых цветков 2—2,4 мм шириной, у срединных трубчатых — 4—6 мм шириной, с сероватой или коричневатой матовой ребристой поверхностью.

## Распространение
В природе растение встречается в Северо-Западной Африке. Местами натурализовалось в Северной и Восточной Европе, на юго-западе США.

## Таксономия

### Синонимы
Гомотипные:
- Chrysanthemum carinatum Schousb., 1800basionym
- Ismelia carinata (Schousb.) Sch.Bip., 1844
- Ismelia versicolor Cass., 1826, nom. superfl.
- Matricaria carinata (Schousb.) Poir., 1814

Гетеротипные:
- Chrysanthemum assakae Caball., 1935